# Miguel Ángel Lauri
Miguel Ángel Lauri (Zárate, 29 augustus 1908 – La Plata, 26 september 1994) was een Argentijns voetballer en trainer.
Lauri begon zijn carrière bij Estudiantes. Hij maakte deel uit van de befaamde aanvalslinie Los Profesores samen met Alberto Zozaya, Alejandro Scopelli, Manuel Ferreira en Enrique Guaita. In 1937 verkaste hij naar het Franse Sochaux en werd er een jaar later kampioen mee. Na het uitbreken van de Tweede Wereldoorlog keerde hij terug naar Zuid-Amerika en beëindigde zijn carrière bij Peñarol. 
Hij speelde ook enkele wedstrijden voor het nationale team. In 1935 scoorde hij op het Zuid-Amerikaans kampioenschap. 